# Elm Park (stade)
Pour l’article homonyme, voir Elm Park (métro de Londres).
Elm Park est un stade de football dans le West Reading quartier de la ville anglaise de Reading.
Il a été la maison du Reading FC de 1896 jusqu'en 1998 quand ils ont déménagé au nouveau Madejski Stadium.

## Histoire
Le terrain était situé entre Norfolk Road vers le nord et Tilehurst Road vers le sud et entre Wantage Road à l'ouest et Suffolk Road à l'est.
En 1995, le club a été promu en Football League First Division (ancienne 2e division) et nourrissait des ambitions pour la promotion à la Premier League. Ceci a entraîné l'obligation pour le club de jouer sur un stade plus grand et il a été déterminé que Elm Park était inapte à être converti. Le club, dirigé par son président John Madejski, a identifié un nouveau site à Smallmead près de la jonction 11 de l'Autoroute britannique M4 et a commencé en 1996 à travailler sur la construction du nouveau Madejski Stadium.
Le déplacement vers le Madejski Stadium a eu lieu au début de l'année 1998-1999. L'Elm Park Stadium a été démoli peu après pour faire place à un nouveau lotissement également appelé Elm Park.